# 겐키 로케츠
겐키 로케츠(영어: Genki Rockets, 일본어: 元気ロケッツ)는 일본의 비디오 게임 디자이너인 미즈구치 데쓰야의 1인 그룹으로, 설정 상 2037년의 미래에서 온 소녀인 루미(Lumi)가 보컬을 맡는 것으로 되어있다. 실제로는 미국의 가수인 레이첼 로즈와 일본의 싱어송라이터이자, 성우인 미야하라 나미가 루미의 역할로써 보컬을 맡고 있다. 겐키 로케츠의 곡은 대부분 Q 엔터테인먼트에서 출시된 비디오 게임에 수록되는 음악으로 쓰였다.

## 앨범

### 정규 앨범
- 《元気ロケッツ I Heavenly Star》 (2008)
- 《元気ロケッツ II No Border Between Us》 (2011)
- 《元気ロケッツ II No Border Between Us Repackage》 (2012)

### 싱글 앨범
- 《Heavenly Star / Breeze》 (2007)
- 《Star Line / Smile》 (2008)
- 《Make.Believe / Flow》 (2010)

### 비닐 앨범
- 《Heavenly Star》 (2007)
- 《Breeze》 (2007)
- 《Heavenly Star (TRANCE MIX)》 (2007)
- 《Breeze (REMIX)》 (2007)
- 《Star Surfer》 (2008)